# Saint-Christophe (Charente)
 Saint-Christophe  es una comuna y población de Francia, en la región de Poitou-Charentes, departamento de Charente, en el distrito de Confolens y cantón de Confolens-Sud.
Su población en el censo de 1999 era de 315 habitantes.
Está integrada en la Communauté de communes du Confolentais .

## Demografía
Durante el siglo XX, la comuna de Saint-Christophe ha perdido un 70% de su población.
| 1264 | 923 | 1235 | 1088 | 907 | 733 | 628 | 480 | 414 | 381 | 339 | 315 |
| Para los censos de 1962 a 1999 la población legal corresponde a la población sin duplicidades (Fuente: INSEE [Consultar]) |     |      |      |     |     |     |     |     |     |     |     |